# Estadio Universitario (Venezuela)

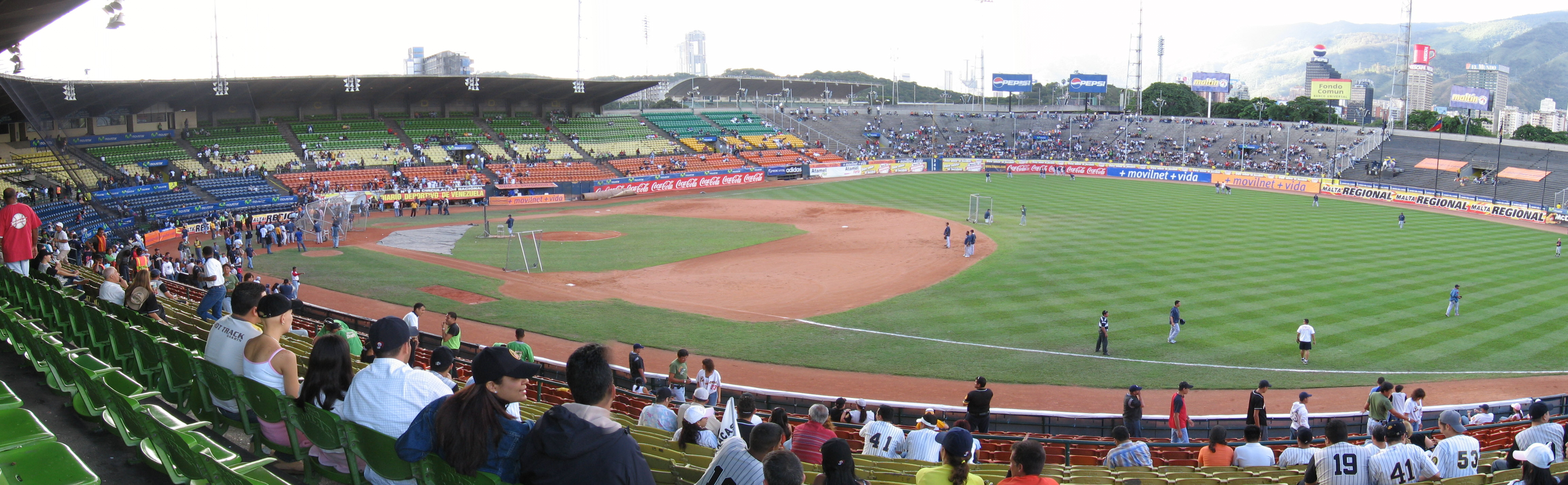
Het stadion

Estadio Universitario is een stadion in de Venezolaanse stad Caracas. Het werd gebouwd in de periode 1950-1952 en heeft een capaciteit van bijna 26.000 toeschouwers.
Het is de thuisbasis van twee nationale teams: Leones del Caracas en Tiburones de la Guaira.